# Markvartice (Hradec Králové)
Markvartice é uma comuna checa localizada na região de Hradec Králové, distrito de Jičín‎.